# 3e régiment de chasseurs à cheval (France)
Pour les articles homonymes, voir 3e régiment.
Le 3e régiment de chasseurs à cheval est un régiment de cavalerie.
Il est créé le 1er janvier 1675 par le comte Charles du Fay, d'où son nom à cette époque. C'est l'un des quatorze plus vieux corps de Louis XIV. Ce régiment, à l’origine de dragons, porte successivement le nom de ses différents mestres de camp.
Il prend son nom actuel pendant la Révolution française. Il combat pendant les guerres de Coalitions. Existant sous la Restauration, la monarchie de Juillet, le Second Empire et la Troisième République, il combat à cheval puis à pied pendant la Première Guerre mondiale. Dissous en 1923, il est recréé en 1981 comme régiment blindé avant d'être finalement dissous en 1997.

## Création et différentes dénominations
- 1675 : création du régiment du Fay-Dragons
- 1678 : renommé régiment de la Lande
- 1696 : renommé régiment de Vérac
- 1710 : renommé régiment de Caylus
- 1715 : renommé régiment de Beaucourt
- 1725 : renommé régiment de Vitry
- 1739 : renommé régiment de l'Hôpital
- 1749 : renommé régiment de la Ferronays
- 1762 : renommé régiment de Chabot
- 1782 : renommé régiment de Deux-Ponts
- 17 mars 1788 : transformé en régiment de chasseurs à cheval et renommé chasseurs de Flandres.
- 1791 : à la Révolution, tous les régiments sont renommés d’après leur arme et portent un numéro en fonction de leur ancienneté. Le régiment des chasseurs de Flandres est renommé 3e régiment de chasseurs à cheval
- 1814 : renommé chasseurs du Dauphin
- 1815 : renommé 3e régiment de chasseurs à cheval et dissous la même année
- 1816 : création du régiment de chasseurs des Ardennes
- 1825 : renommé 3e régiment de chasseurs à cheval
- 1831 : transformation en 3e régiment de lanciers.
- 1831 : le 8e régiment de chasseurs est renuméroté 3e régiment de chasseurs à cheval
- 1924 : dissous
- 1981 : recréation du 3e régiment de chasseurs
- 1997 : dissous

## Garnisons
- 1811 : Combeaufontaine
- 1811-1814 : Joinville
- 1880-1911 : Abbeville
- 1911-1912 : Saint-Quentin
- 1912-1914 : Sampigny et Sézanne

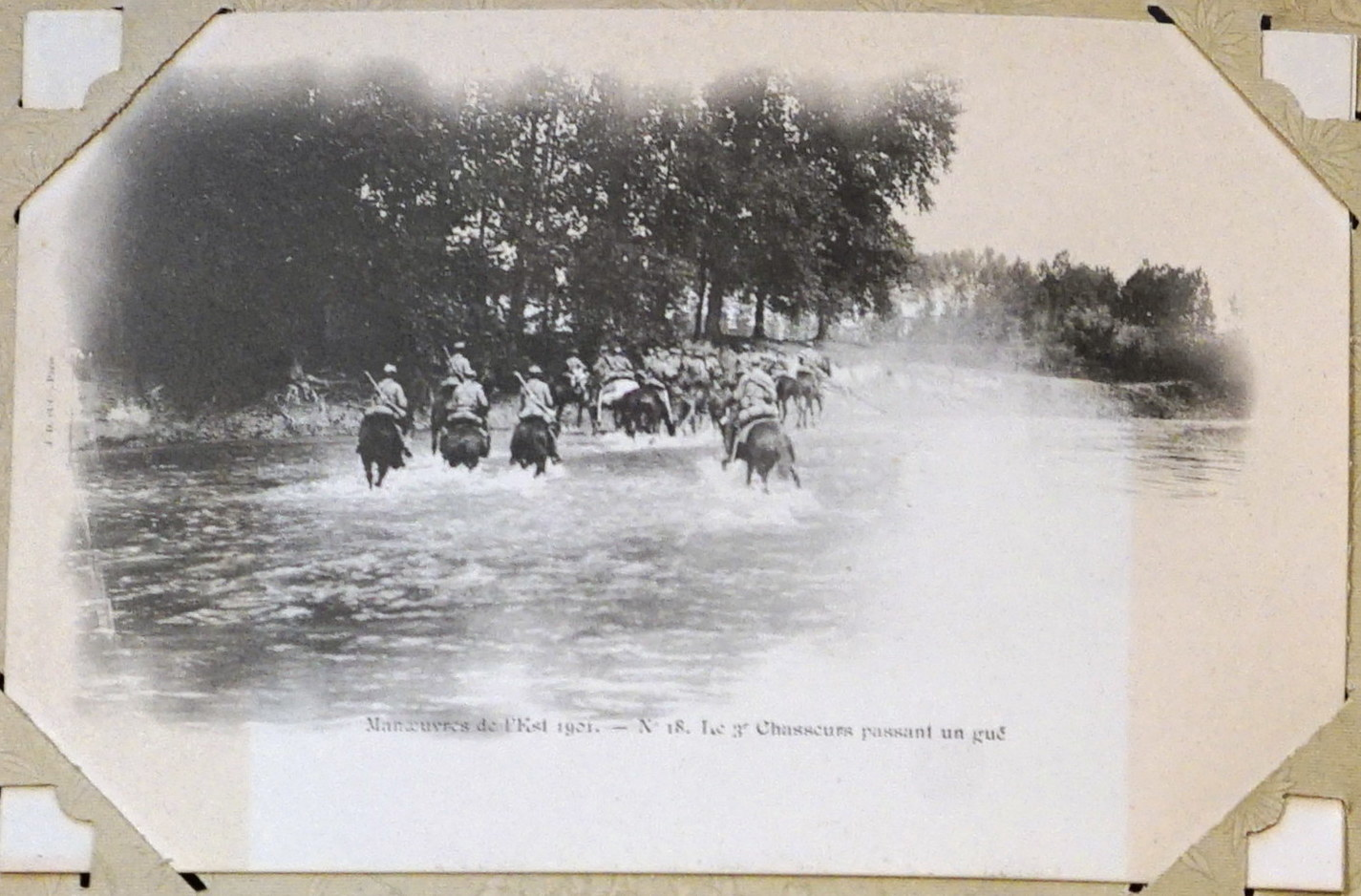
Passant un gué lors des Grandes manœuvres de l'Est de 1901.

- 1914-1924 : Clermont-Ferrand[réf. nécessaire]
- 1970-31 août 1981 : Saumur
- 1er septembre 1981- 30 juin 1997 : Fontevraud-l'Abbaye

## Chefs de corps
- du 1 janvier 1675 à 1678 : Charles, comte de Faÿ (maître de camp)
- 1678-1696 : Jean Batiste du Deffant, marquis de La Lande (maître de camp)
- 1696-1706 : César de Saint-Georges, marquis de Vérac (maître de camp)
- 1706-1710 : de Saint-George, chevalier de Vérac (maître de camp)
- 1710-1716 : Anne Claude Philippe, comte de Caylus (maître de camp)
- 1716-1725 : Vicomte de Caylus, comte de Beaucourt (maître de camp)
- 1725-1739 : Paul François Galucci de L’Hôpital, marquis de Vitry (maître de camp)
- 1739-1749 : Jean Raymond Galucci, comte de L’Hôpital Saint-Mesmin (maître de camp)
- 1749-1762 : Pierre Jacques François Auguste Le Féron, comte de La Féronais (maître de camp)
- 1762-1782 : Charles Rosalie de Rohan, vicomte de Chabot comte de Jarnac (maître de camp)
- 1782-1789 : Guillaume Charles, prince de Bavière, vicomte de Deux-Ponts (maître de camp puis colonel)
- 1789-1791 : Rigaud, comte de Vaudreuil (colonel)
- 1791-février 1792 : Marie Charles César Florimond de Fay de Latour-Maubourg (colonel)
- février-août 1792 : Victor de Latour-Maubourg (colonel)
- 1792-1793 : Dominique Casimir Fornier de Valaurie (colonel)
- avril 1793-novembre 1793 : Aimé Jean Charles de Birague (colonel)
- 1793-1798 : Charles Auguste Salomon de Moulineuf (chef-de-brigade)
- 1798-1799 : Joseph Thomas Lédée (chef-de-brigade)
- 1799-1806 : François Alexandre Grosjean (chef-de-brigade)
- 1806-1809 : Germain Charpentier (colonel)
- 1809-1813 : baron Charles Joseph de Saint-Mars (colonel)
- mars 1813-novembre 1813 (†) : Achille Royer (colonel)
- novembre 1813-août 1814 : Pierre-Jacques de Potier (colonel)
- août 1814-avril 1815 : Baron Marbot (colonel)
- avril 1815-décembre 1815 : Anatole Charles Alexis de La Woëstine (colonel)
- 1816-1821 : Baron Dukermont (colonel)
- 1821-1823 : des Michels (colonel)
- 1823-1830 : Marquis de Faudoas (colonel)
- 1830: Comte de Vaudreuil (colonel)
- 1830-1831 : Comte de Grouchy (colonel)
- 1831 : Voisin (colonel)
- 1831-1839 : Baron Hatry (colonel)
- 1839-1844 : Baron Dufourg d’Antist (colonel)
- 1844- 1848 : Despérais de Neuilly (colonel)
- 1848-1851 : Joseph-Charles-Anthelme Cassaignolles (colonel)
- 1851-1855 : Comte de Clérambault (colonel)
- 1855-1864 : d'Espinassy de Venel
- 1864-1866 : Charles-Nicolas Hainglaise
- 1866-1874 : Sanson de Sansal
- 1874-1882 : Bonie
- 1882-1889 : Magnan
- 1889-1895 : Lieutenant Colonel de Roquefeuil
- 1895-1904 : Hurault de Vibraye
- 24 décembre 1904-20 mars 1907 : Huge
- 1908-1911 : Peter
- 27/03/1911 au 12/10/1914 : Mordacq
- 1914-1915 : lieutenant colonel Rey
- 1915-1916 : Davis
- 1916-1917 : de Puineuf
- 1916-1924 : Rey
- 1981-1982 : Jean Marie de Bazelaire de Lesseux
- 1982-1984 : Lieutenant-colonel Michel Armand Besson
- 1984-1986 : Lieutenant-colonel Philippe Georges Garelly
- 1986-1988 : Lieutenant-colonel Hubert René D.Emery
- 1988-1991 : Lieutenant-colonel Patrick Jean Jacques Olmer
- 1991-1993 : Lieutenant-colonel Jean Luc Pagniez
- 1993-1995 : Lieutenant-colonel André Lucien R. Trouilhet
- 1995-1997 : Lieutenant-colonel Bruno Klotz

## Historique des campagnes et batailles

### Ancien Régime
- 1675-1678 : Guerre de Hollande
- 1684 : Luxembourg
- 1688-1697 : Ligue d'Augsbourg
- 1701-1713 : Guerre de Succession d'Espagne
- 1740-1748 : Guerre de Succession d'Autriche
- 1756-1763 : Guerre de Sept Ans

### Révolution
- 1792-1793 : Armée du Nord, Armée de Belgique, Bataille de Jemappes
- 1794-1798 : Armée de Sambre-et-Meuse
- 1796 : Expédition d'Irlande (1796)
- 1798 : Expédition d'Irlande (1798)
- 1799-1801 : Campagne d'Italie

### 1erEmpire
- 1805 : Italie
- 1805 : Bataille de Caldiero
- 1807 : Grande Armée
- 1809 : Allemagne
- 1812 : Campagne de Russie
- 1813 : Campagne d'Allemagne
- 1814 : Campagne de France
  - 14 février 1814 : Bataille de Vauchamps
- 1815 : Campagne de Belgique

### Restauration - 1848
- 1823 : Expédition d'Espagne
- 1823 : Expédition de Morée

### Second Empire
- 1861-1865 : Algérie
- 1867 : Rome

### 1870-1913
- 1870-71 : Guerre de 1870
- En 1913, il est en garnison à Moulins.

### Première Guerre mondiale

#### 1914
En 1914, il est en garnison à Moulins.

### Entre-deux-guerres
Il est dissous le 31 décembre 1923.

### De 1945 à nos jours
En 1970, le 3e régiment de chasseurs est recréé à Saumur comme régiment de réserve de l'EAABC puis régiment blindé de la 131e division d'infanterie mobilisée.
Régiment d'active recréé le 11 septembre 1981 au camp de Fontevrault, il prend à son compte les missions de soutien blindé de l’École de cavalerie de Saumur, dévolues au Groupement d'Escadrons de Manœuvre (GEM) qu'il remplace.
En mai 1984, la création de la 12e Division Légère Blindée (DLB) mise sur pied par l’E.A.A.B.C modifie l’organisation de l’École et de son soutien blindé ; le 3e régiment de chasseurs lui est rattaché. Avec la disparition de la 12e DLB, la mission "guerre" du régiment est mise en sommeil. Le 3e chasseurs sera dissous le 31 août 1997.

## Insigne
Héraldique :
Première version de l'insigne du 3e régiment de chasseurs. Lion noir sur fond or représente les armes de Flandre, ex régiment des Flandres entre 1788 et 1791. La devise est "Vigil et Audax" était inscrite sur les étendards, à partir de 1725.

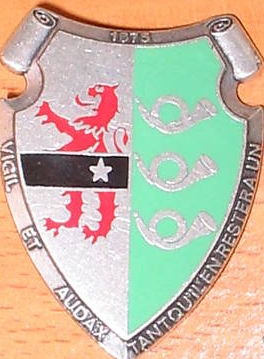
Insigne du 3e régiment de chasseurs (2e modèle).

Le deuxième insigne a été créé en 1984. La forme de cet écu est celle des armes de Philippsbourg, ville pour la défense de laquelle le régiment fut créé en 1675. Le lion de gueules sur fond d'argent, la fasce de sable et la rosette sont empruntés aux armes de Charles Faultier, écuyer seigneur de Fay qui créa le régiment qui en conserva le commandement jusqu'à la fin du siège de Philippsbourg. La devise ; Vigil et Audax est inscrite sur les étendards du régiment. Issu du 3e RCA, on remarque une deuxième devise ; Tant qu'il en restera un, phrase prononcée par le colonel de Galliffet en 1870 sur le plateau d'Illy.
Ecu allemand parti : au 1er d'argent au lion de gueules sur lequel broche une fasce de sable chargée à senestre d'une rosette d'argent ; au 2e sinople chargé de trois grêliers d'argent posés en pal. Le talus d'argent chargé en chef du millésime 1675, à dextre de la devise Vigil et Audax et à senestre de la devise Tant qu'il en restera un, le tout en chiffres et capitales en relief du même.

## Étendard
Il porte, cousues en lettres d'or dans ses plis, les inscriptions suivantes :
- Valmy 1792
- Jemmapes 1792
- Maastricht 1794
- Wagram 1809
- Krasnoë 1812
- L'Yser 1914
- Tardenois 1918

## Personnalités ayant servi au3eRCC
- Anne-François-Charles Trelliard
- Augustin Daniel Belliard (1793-94), général
- François-Xavier Octavie Fontaine (1798), général
- Antoine Fortuné Brack (1830-1831), général
- 1913 : général de Langlade
- François Eustache de Fulque, député et général

## Sources et bibliographies
- Historique des corps de troupe de l'armée française, Ministère de la Guerre, 1900
- Andolenko (général), Recueil d'historique de l'arme blindée et de la cavalerie, Paris, Eurimprim, 1968
- Général de brigade Philippe Peress 31, rue Hoche 49400 Saumur.
- Musée des Blindés ou Association des Amis du Musée des Blindés 1043, route de Fontevraud, 49400 Saumur.
- Roland Jehan et Jean-Philippe Lecce, Encyclopédie des insignes de l'arme blindée cavalerie, t. 2 : Les chasseurs à cheval, Coudray-Macouard, Cheminements, 2008, 389 p. (ISBN 978-2-844-78708-8, OCLC 470798220).